# Asterix & Obelix bij de Britten
Asterix & Obelix bij de Britten (Franse titel: Astérix et Obélix : Au service de sa Majesté) is een Franse film uit 2012, gebaseerd op de Asterix-strips van René Goscinny en Albert Uderzo. Het is de vierde live-actionfilm gebaseerd op deze stripreeks. Het verhaal is gebaseerd op de albums Asterix bij de Britten en Asterix en de Noormannen.

## Verhaal
Julius Caesar valt met zijn leger Romeinen Brittannië binnen. Hij kan het hele land veroveren, behalve 1 klein dorpje dat zich blijft verzetten, maar de dorpelingen kunnen niet veel langer weerstand bieden tegen de Romeinen. Daarom besluit Jolitorax (een van de dorpelingen) om hulp te gaan halen bij zijn neef: Asterix.

## Rolverdeling
| Acteur              | Nederlandse stem                 | Vlaamse stem        | Personage             |
| ------------------- | -------------------------------- | ------------------- | --------------------- |
| Gérard Depardieu    | Youp van 't Hek                  | Jan Van Looveren    | Obelix                |
| Edouard Baer        | Patrick Martens                  | Jan Verheyen        | Asterix               |
| Vincent Lacoste     | Jeronimo van Ballegoijen de Jong | onbekend            | Goudurix/Hippix       |
| Fabrice Luchini     | Beau van Erven Dorens            | Lucas Van den Eynde | Julius Caesar         |
| Catherine Deneuve   | Liz Snoijink                     | Gilda De Bal        | Koningin van Engeland |
| Guillaume Gallienne |                                  | Jonas Van Geel      | Jolitorax             |
| Louise Bourgoin     |                                  |                     | Falbala               |